# Карл Лімбергер
Карл Лімбергер (англ. Carl Limberger; нар. 24 січня 1964) — колишній австралійський тенісист.
Найвищу одиночну позицію світового рейтингу — 71 місце досяг 11 травня 1987, парну — 53 місце — 6 липня 1987 року.
Здобув 1 парний титул.
Найвищим досягненням на турнірах Великого шолома був чвертьфінал в парному розряді.

## Фінали за кар'єру

### Парний розряд: 8 (1–7)
| Результат | W/L | Дата     | Турнір                | Покриття | Партнер         | Суперники                       | Рахунок       |
| --------- | --- | -------- | --------------------- | -------- | --------------- | ------------------------------- | ------------- |
| Поразка   | 0–1 | Вер 1982 | Женева, Швейцарія     | Ґрунт    | Майк Мібург     | Павел Сложил Томаш Шмід         | 0–6, 4–6      |
| Поразка   | 0–2 | Тра 1985 | Флоренція, Італія     | Ґрунт    | Брюс Дерлін     | Девід Ґрем Лорі Вордер          | 1–6, 1–6      |
| Поразка   | 0–3 | Лип 1985 | Гілверсум, Нідерланди | Ґрунт    | Марк Вудфорд    | Ганс Сімонссон Стефан Сімонссон | 3–6, 2–6      |
| Поразка   | 0–4 | Січ 1987 | Окленд, Нова Зеландія | Тверде   | Марк Вудфорд    | Келлі Джонс Бред Пірс           | 6–7, 6–7      |
| Поразка   | 0–5 | Сер 1987 | Рай-Брук, США         | Тверде   | Марк Вудфорд    | Ллойд Бурн Джефф Клапарда       | 3–6, 2–6      |
| Поразка   | 0–6 | Січ 1988 | Аделаїда, Австралія   | Тверде   | Марк Вудфорд    | Даррен Кейгілл Марк Кратцманн   | 6–4, 2–6, 5–7 |
| Перемога  | 1–6 | Жов 1992 | Гуаружа, Бразилія     | Тверде   | Крістер Аллгард | Дієго Перес Франсіско Ройг      | 6–4, 6–3      |
| Поразка   | 1–7 | Лис 1992 | Сан-Паулу, Бразилія   | Тверде   | Крістер Аллгард | Дієго Перес Франсіско Ройг      | 2–6, 6–7      |